# VU-Orkest

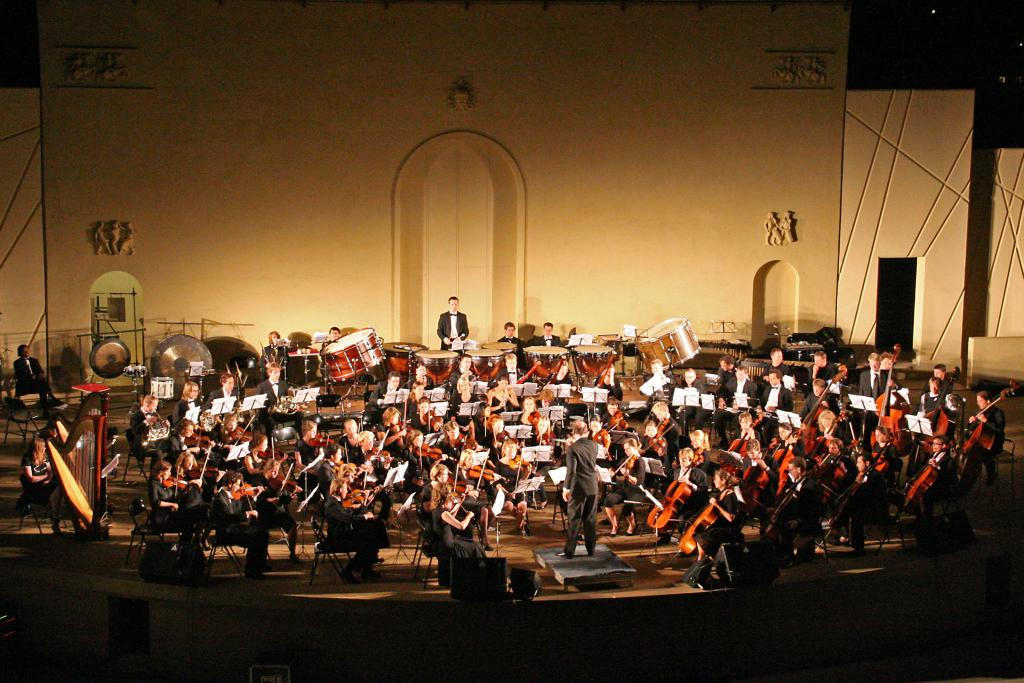
Het VU-Orkest in Gemenos, Frankrijk

Het VU-Orkest is het studentensymfonieorkest van de Vrije Universiteit Amsterdam. Het orkest is een van de grootste amateurorkesten van Nederland. Het orkest speelt voornamelijk laat-romantische en 20e-eeuwse muziek. Het was het eerste amateurorkest dat zich met succes aan symfonieën van Sjostakovitsj en Mahler waagde. Daarnaast speelt het vaak composities, waaronder regelmatig wereldpremières, van hedendaagse componisten. Ieder seizoen speelt het orkest twee tot drie programma's in concertzalen in Amsterdam (Concertgebouw, Muziekgebouw aan 't IJ) en daarbuiten (De Doelen in Rotterdam, Musis Sacrum in Arnhem).

## Geschiedenis
Het VU-Orkest is van oorsprong een cursus aangeboden door Cultuurcentrum Griffoen van de Vrije Universiteit. Sinds 2014 is het orkest een vereniging.
Het VU-Orkest is in 1962 opgericht als kamerorkest met een bezetting van ongeveer 30 personen en stond onder leiding van Otto Klap. In 1975 nam Daan Admiraal de leiding over en deze stond tot zijn onverwachte overlijden in 2018 bijna 44 jaar voor het orkest. Onder zijn leiding groeide het orkest uit tot een van de grootste amateursymfonieorkesten van Nederland, waardoor het orkest in staat is om de grote symfonische werken uit te voeren. Bij sommige werken was het VU-Orkest het eerste orkest dat dat werk ooit, of sinds decennia, in Nederland uitvoerde; zoals de Glagolitische mis van Leoš Janáček en de Zevende symfonie van Sjostakovitsj. In 1991 nam een aantal orkestleden het initiatief om werken voor een kleinere bezetting te spelen. Hiertoe richtten zij het VU-Kamerorkest op. Dit orkest stond tot diens overlijden in 2018 ook onder leiding van Daan Admiraal. Het VU-Orkest treedt sinds eind jaren 1990 vrijwel jaarlijks op in het buitenland. Bestemmingen waren onder meer Frankrijk (2000, 2003 en 2007), België (2002 en 2005), Slowakije (2004), Italië (2006 en 2010), Letland (2008), Bulgarije (2009), Rusland (2012), Engeland (2013), Estland (2014) en Portugal (2015).

## Solisten en koorbegeleidingen
Sinds de oprichting hebben verschillende bekende solisten hun medewerking verleend aan programma's van het VU-Orkest. Zo werkten onder anderen Ronald Brautigam, Jaap van Zweden, Amihai Grosz, Charlotte Margiono, Emmy Verhey, Pieter Wispelwey, Vera Beths en Janine Jansen onder begeleiding van het orkest. Daarnaast verleende het VU-Orkest haar medewerking bij programma's van andere muziekgezelschappen, zoals het Philharmonisch koor Toonkunst Rotterdam, het Toonkunstkoor Amsterdam, het VU-Koor en de KCOV Amsterdam. Gespeelde werken tijdens deze begeleidingen waren onder meer: Ein Deutsches Requiem en het Schicksalslied van Brahms, het Requiem van Verdi, de Psalmensymfonie van Stravinski en de Grosse Messe in c van Mozart.